# Mladí diplomaté
Mladí diplomaté jsou zájmový spolek založený z iniciativy studentů středních a vysokých škol. Spolek pořádá edukativní projekty v oblasti diplomacie a mezinárodní politiky. Spolek byl založen dne 3. února 2016.

## Projekty

### Plzeňská akademie Mladých diplomatů 2016

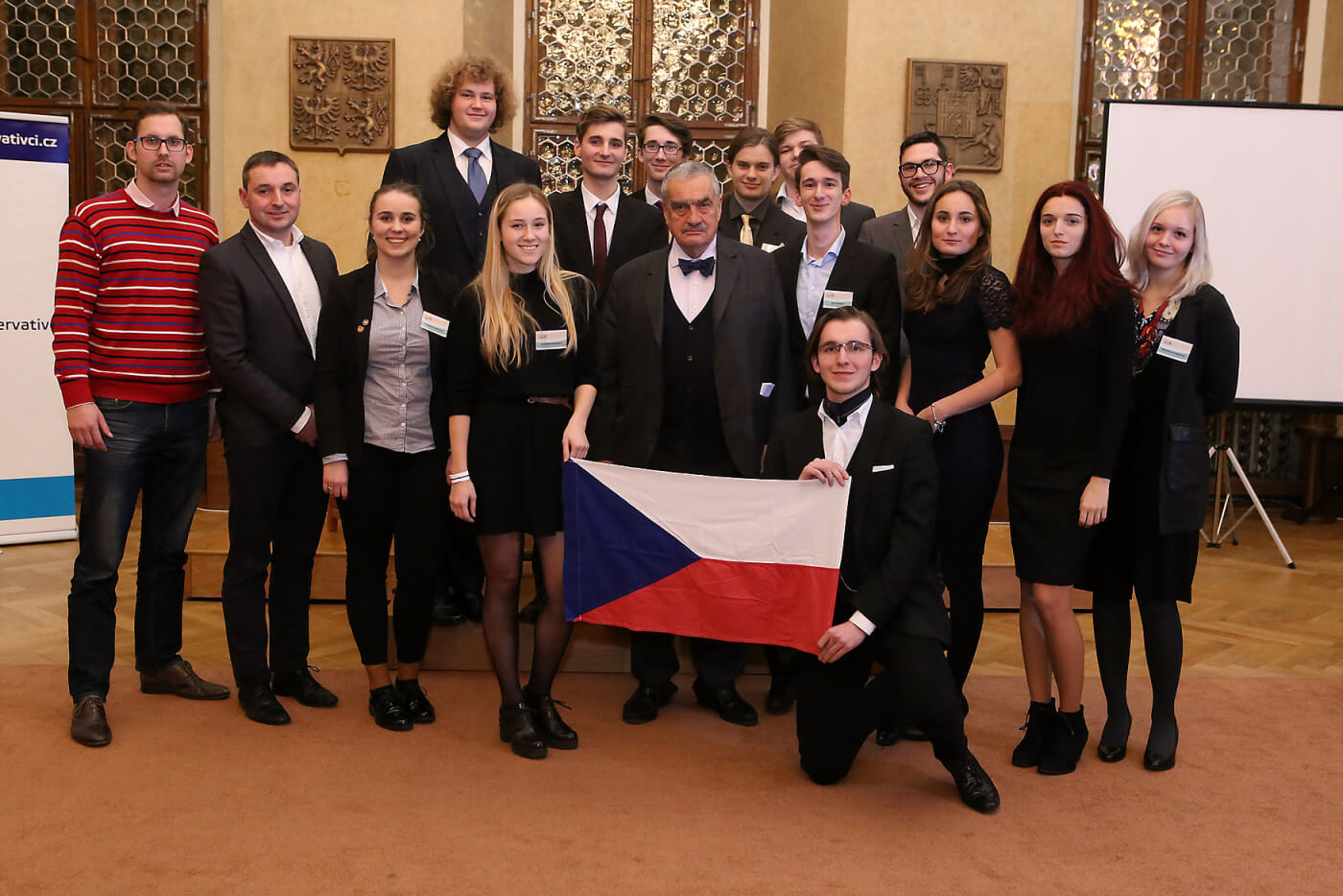
Plzeňská akademie Mladých diplomatů 2016

Plzeňská akademie Mladých diplomatů 2016 je simulace jednání Organizace spojených národů (OSN). Na akademii přednášeli a diskutovali JUDr. Jiří Pospíšil, generálmajor Karel Randák, Hynek Kmoníček a Karel Schwarzenberg. Účastníci byli rozděleni do dvou orgánů OSN - Rady bezpečnosti a Hospodářské a sociální rady (ECOSOC). V Radě bezpečnosti se projednávali body agendy Situace na Blízkém východě a Reforma Rady bezpečnosti a v ECOSOC Minimalizace výkyvů cen ropy a Zabránění radikalizace mládeže. Akademie probíhala ve dnech 28. - 30. listopadu 2016.

### Plzeňská akademie Mladých diplomatů 2017

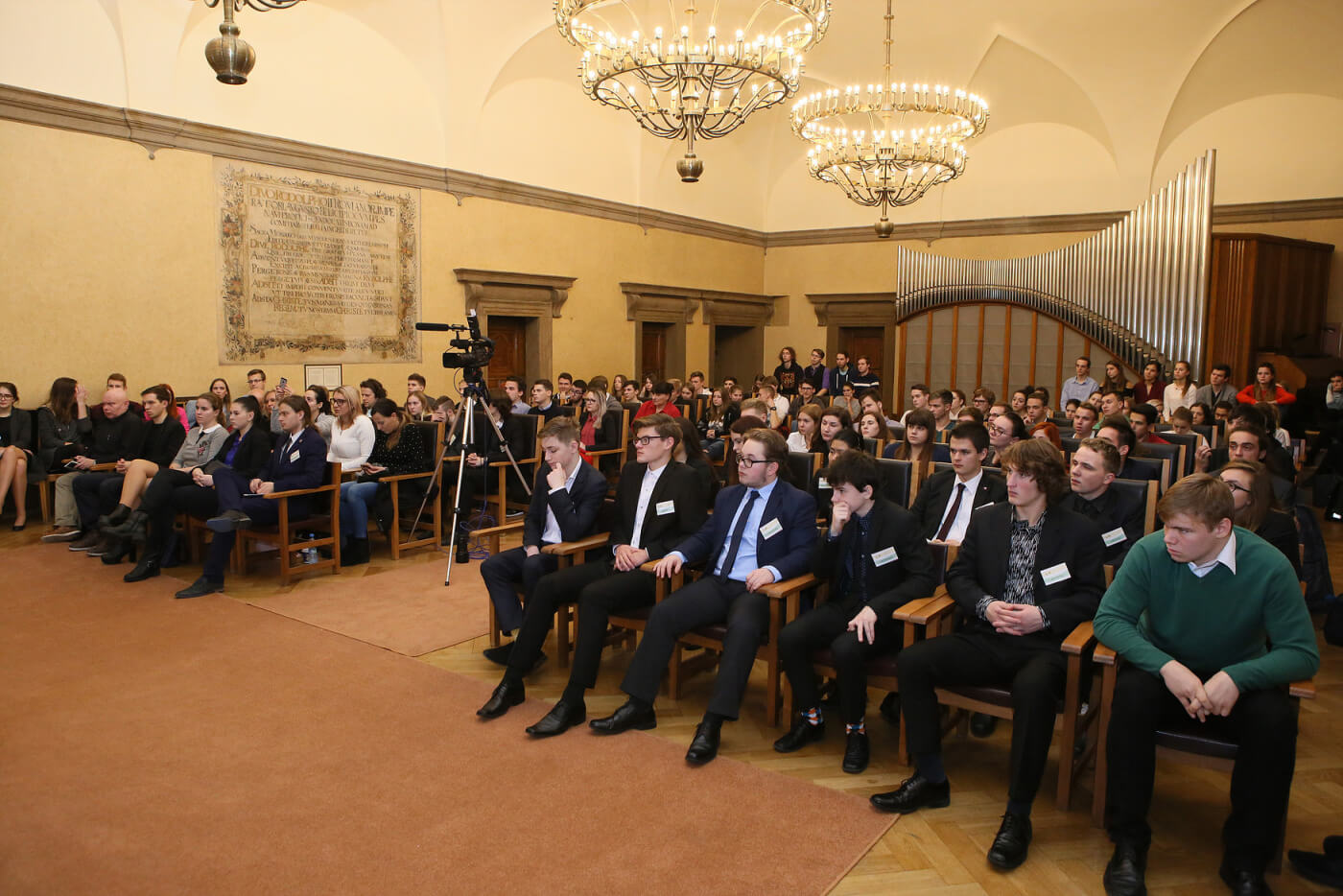
Plzeňská akademie Mladých diplomatů 2017

Plzeňská akademie Mladých diplomatů 2017 je simulace jednání Evropské rady. Projednávanými body agendy byly Vystoupení Spojeného království z Evropské unie, Migrační krize a hrozba islamismu v Evropě, Odbourání všech bariér mezi členskými státy Evropské unie a Ukrajinsko – Donbaská krize. Na akademii přednášeli a diskutovali s účastníky JUDr. Jiří Pospíšil, Ing. et Ing. Miloš Nový, Karel Schwarzenberg, generálmajor Karel Randák a Milan Vyskočil. Akademie probíhala ve dnech 20. - 24. listopadu 2017.

### Evropské summity Mladých diplomatů[3]
Evropské summity Mladých diplomatů jsou dvoudenní projekty konané celkem v pěti městech ČR (Brno, Ostrava, Ústí nad Labem, Pardubice, Praha). Během těchto projektů jsou účastníci poučeni o historii a fungování EU a následně simulují jednání Evropské rady na libovolný bod agendy.

### Evropský parlament Mladých diplomatů[13]
Evropský parlament Mladých diplomatů je týdenní simulace jednání Evropského parlamentu. Účastníci byli rozděleni rozdělili do dvou výborů EU - Podvýbor pro bezpečnost a obranu (SEDE) a Výbor pro životní prostředí, veřejné zdraví a bezpečnost potravin (ENVI). Projednávanými body agendy byly Situace na Blízkém východě a Agrese Ruské federace na východní hranici Evropské unie v SEDE a Znečištění vody a Zelená města v ENVI. S účastníky diskutovali a přednášeli MUDr. Marek Hilšer, Ph.D., Dr. Michal Horáček, generálmajor Karel Randák, Dominik Feri, JUDr. Jiří Pospíšil a J.E. p. Leon MARC.

### Další projekty

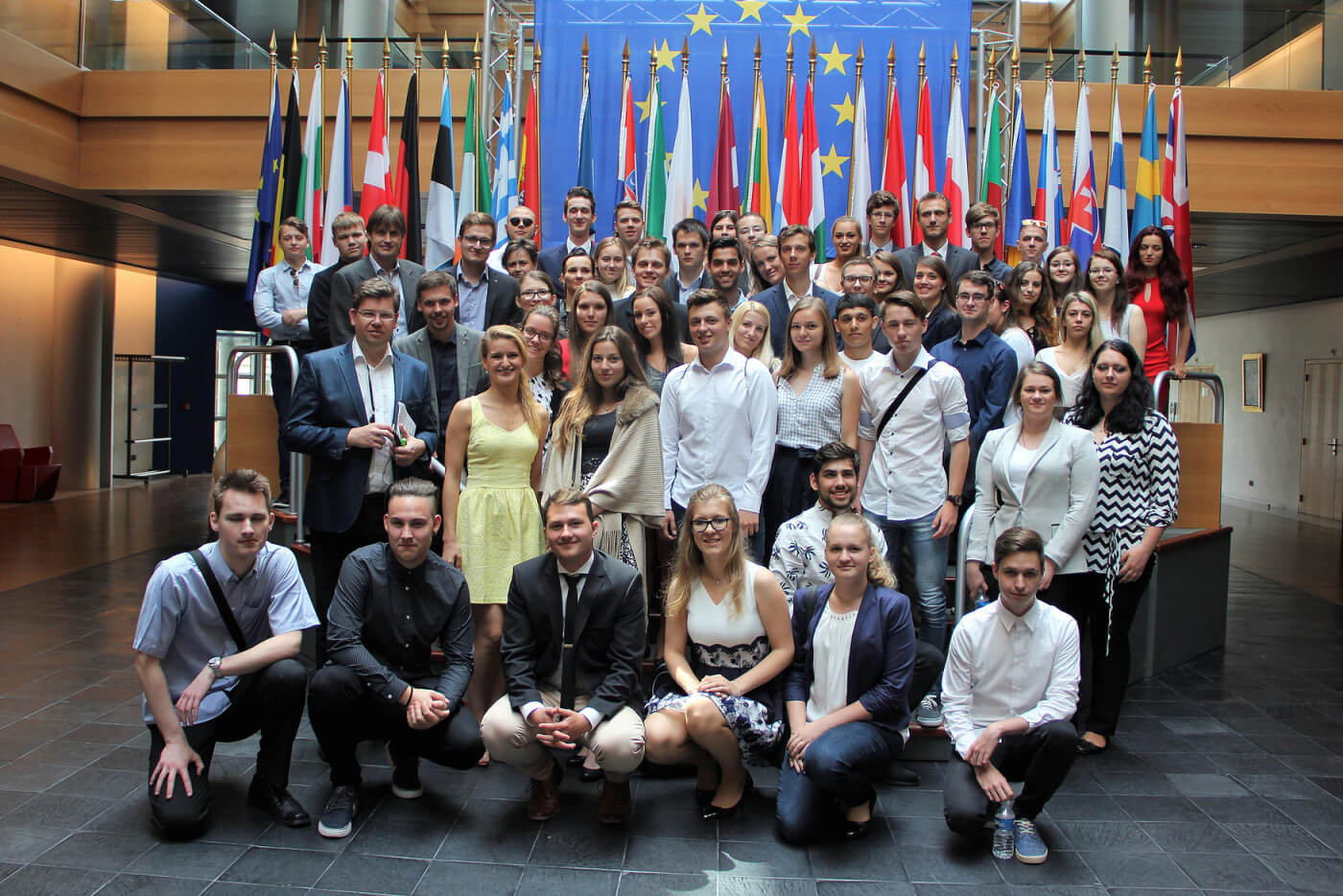
Návštěva Evropského parlamentu 2017

V roce 2016 uspořádal spolek Mladí diplomaté návštěvu Pražského hradu. V roce 2017 navštívil spolek Evropský parlament ve Štrasburku a v roce 2018 uspořádal spolek prohlídku Ministerstva zahraničních věcí ČR a Poslanecké sněmovny Parlamentu ČR s Dominikem Ferim.